# 대구 부인사 일명암지 석등
대구 부인사 일명암지 석등(大邱 夫人寺 逸名庵址 石燈)은 대한민국 대구광역시 동구 신무동에 있는 고려시대의 석등이다. 1990년 5월 15일 대구광역시의 문화재자료 제22호로 지정되었다.

## 개요
부인사 절마당에 놓여 있는 석등으로, 이 절에서 200m가량 떨어진 일명암이라는 암자터에 쓰러져 있던 것을, 이 곳으로 옮겨 복원해 놓은 것이다.
등불을 밝혀두는 화사석(火舍石)을 중심으로, 아래에는 4각의 바닥돌과 3단의 받침을 쌓고, 위로는 지붕돌과 머리장식을 얹었는데, 바닥돌을 제외한 각부분이 8각을 이루고 있다. 아래받침돌과 한돌로 이루어진 바닥돌은 옆면에 안상(眼象)을 2개씩 옅게 새기고, 아래받침돌은 윗면에 연꽃무늬를 둘러 새겼다. 그 위로 가운데기둥을 세워 윗받침돌을 받치도록 하였으며, 윗받침돌은 아래와 대칭되는 연꽃을 조각하여 장식하였다. 화사석은 8각이라기보다 거의 4각에 가까워서 마치 직사각형의 네모서리를 세로로 반듯이 자른 모습이다. 긴 두 변에는 두 개의 창을 내고, 짧은 두 변에는 하나씩의 창을 뚫어 불빛이 퍼져 나오도록 하였는데 다른 석등에서는 좀처럼 보기드문 독특한 양식이다. 지붕돌은 윗면에 부드러운 경사가 흐르고, 처마의 선은 가볍게 곡선을 그리고 있다. 꼭대기에 놓인 머리장식은 후에 새로 만들어 놓은 것이다.
전체적인 기본 구성이나 조각기법 등은 통일신라시대에 흔히 보이는 모습이나, 화사석에서 보이는 특이한 모습은 당시의 양식에서 벗어나 있어 좀더 시대가 내려가는 고려시대 전기의 것으로 추측된다.

## 참고 자료
- 부인사일명암지석등 - 국가유산청 국가유산포털